# Kůň jménem Zázrak
Kůň jménem Zázrak je román české autorky Zuzany Holasové z roku 2008. Dělí do dvou částí a každá obsahuje osm kapitol. Jedná se o dobrodružný román určený zejména pro mladistvé a děti, kteří rádi čtou knihy s tematikou koní a jiných zvířat. V příběhu se vyskytuje mnoho záhadných postav a nevyřešených záhad, které čtenář v průběhu čtení odhaluje. Autorka později napsala ještě jeden díl, který se jmenuje Kůň Zázrak a Zelená dáma.

## Děj
Hlavní hrdinka Ema Lukasová se vydává společně se svým bratrem Mikym na jezdecký statek Oharek, kde se stanou součástí tajemného příběhu. Při příjezdu se seznámí se sestrami Končetinami (Hnátou a Pazourou) a Dominikou, se kterými tráví pobyt na pokoji po celý jezdecký kurz.  
Po návštěvě stáje se Ema zamiluje do palomina, který se jmenuje Mirákl. Zachrání ho před smrtí, když si všimne příznaků koliky. Od té doby myslí jen na něj a doufá, že si ho v losování vybere a bude s ním trénovat. Bohužel se tak nestane a vytáhne si jiného koně, Opála. Naštěstí se o pár dní na ni usměje štěstí a ona si může dopřát trénování s Miráklem. Mezitím se na Oharku mezi studenty řeší, proč se nesmí chodit na Zapovězenou louku a kdo bydlí v pokoji s obrovskou pavučinou na dveřích. Na Oharku visí ve vzduchu mnoho nevyřešených záhad, kterým děvčata společně s Emou chtějí přijít na kloub. S pomocí syna paní Beránkové Jakuba se dozvědí o Mrtvé rajťačce, která se v noci zjevuje u starého dubu na Zapovězené louce. Jeden večer se celá parta vydala Rajťačku vyvolat na zakázané místo.  
Časem se hrdinka seznámí s Filipem, synem Olívie Sabriniové. Díky němu a návštěvě zámečku ve Vrbici zjistí  informace o Oharku, o kterých neměla sebemenší tušení a otevírají se jimi další a další záhady. Jednou z nich je i pověst o ohnivých koních. Postupem času se Ema dozvídá také o chystaném prodeji koní a celého Oharku. Na Oharku se dokonce objeví kupec Raven F. Aurel, aby s Olívií podepsal smlouvu. Společně s Jakubem, Filipem a panem Kvítkem se proto hrdinové pokusí přihnat stádo Ohnivých koní zpět na Oharek, aby se vše vrátilo k lepším časům. 

## Seznam jednotlivých příběhů
Zelená dáma
1. Jezdecká škola Oharek
2. Mirákl
3. Losování
4. Zelená dáma
5. Mrtvá rajťačka
6. Zapovězená louka
7. Filip
8. Křídlo anděla

Ohňoví koně
1. Strašidelná noc
2. Olívie
3. Ohňoví koně
4. Osamělý dub
5. Noční jízda
6. Raven F. Aurel
7. Návštěva v nemocnici
8. Zkoušky základního výcviku

## Přijetí díla
Kniha je typickým zástupcem oblíbeného žánru koňských románů. Kateřina Šlapalová a Miloš Šlapal text využili v rámci svých dílen čtení, přičemž prostředí koní a koňských příběhů a touha dozvědět se o nich více jsou využity jako motivace pro dětské čtenářství.
Stanislav Polauf v recenzi pro Webmagazin.cz u příležitosti druhého vydání uvedl že kniha, jakožto text vhodný pro čtenáře od 10 let, se obrací ke čtenářské skupině, která je jinak domácí produkcí spíše opomíjena. Knihu popsal jako text určený především dívčím čtenářům, nicméně vzhledem k tajemnému ladění podle něj může zaujmout také chlapce. Právě záhady, a to jak nadpřirozené či pohádkové, tak tajemství spojená s plány dospělých postav, tvoří ústřední složku díla. Román však staví rovněž na humoru a na práci s jezdeckým slangem. Za mírně nepravděpodobné a příliš rychlé označil Polauf závěrečné rozřešení, nicméně dětský čtenář s tím podle něj problém mít nemusí.